# Beate Schrott
Beate Schrott (Sankt Pölten, 15 aprile 1988) è un'ostacolista austriaca, specializzata nei 100 metri ostacoli.

## Palmarès
| Anno | Manifestazione   | Sede           | Evento   | Risultato  | Prestazione | Note |
| ---- | ---------------- | -------------- | -------- | ---------- | ----------- | ---- |
| 2009 | Europei under 23 | Kaunas         | 100 m hs | Semifinale | 13"48       |      |
| 2010 | Europei          | Barcellona     | 100 m hs | Batteria   | dq          |      |
| 2011 | Europei indoor   | Parigi         | 60 m hs  | Batteria   | 8"25        |      |
| 2011 | Universiadi      | Shenzhen       | 100 m hs | 7ª         | 13"34       |      |
| 2011 | Mondiali         | Taegu          | 100 m hs | Semifinale | 13"02       |      |
| 2012 | Mondiali indoor  | Istanbul       | 60 m hs  | 7ª         | 8"12        |      |
| 2012 | Europei          | Helsinki       | 100 m hs | Bronzo     | 12"98       |      |
| 2012 | Giochi olimpici  | Londra         | 100 m hs | 8ª         | 13"07       |      |
| 2014 | Mondiali indoor  | Sopot          | 60 m hs  | Batteria   | 8"24        |      |
| 2014 | Europei          | Zurigo         | 100 m hs | Batteria   | 13"21       |      |
| 2015 | Mondiali         | Pechino        | 100 m hs | Semifinale | dnf         |      |
| 2016 | Giochi olimpici  | Rio de Janeiro | 100 m hs | Batteria   | 13"47       |      |
| 2018 | Mondiali indoor  | Birmingham     | 60 m hs  | Batteria   | 8"27        |      |
| 2018 | Europei          | Berlino        | 100 m hs | Semifinale | 13"23       |      |
| 2019 | Mondiali         | Doha           | 100 m hs | Semifinale | 13"25       |      |
| 2021 | Europei indoor   | Toruń          | 60 m hs  | Semifinale | 8"17        |      |